# Getúlio Rêgo
Getúlio Nunes do Rêgo (Portalegre, 30 de janeiro de 1944) é um médico e político brasileiro, foi eleito dez vezes consecutivas deputado estadual pelo Rio Grande do Norte, o primeiro a atingir este recorde, empatado com o atual deputado José Dias (PSDB).